# Музей історії Надвірнянщини
Музе́й істо́рії Надвірня́нщини — культурно-освітній заклад, розташований у центральній частині міста Надвірна Івано-Франківської області.
Музей створений Надвірнянським осередком Історико-просвітницького товариства «Меморіал» імені Василя Стуса у 1995 році з метою відтворення історичної правди про героїчну боротьбу українського народу за свою незалежність у 40-50 роках XX століття на території краю. Експозиція музею розміщена у 12 залах двоповерхового приміщення та в підвалі.

## Історичне приміщення музею
Спочатку це був приватний особняк, який у 1939р. побудував  Ґольдман. Одна частина будинку стала житловою, а в іншій господарі відкрили магазин. З початком Другої світової війни доля тих власників будинку невідома. У  1941р. будинок спорожнів, і кожна окупаційна влада, яка відтоді приходила у Надвірну, влаштовувала тут свої каральні органи. За німців тут перебувало гестапо, а в період із 1944 по 1956 роки – райвідділи КДБ.  Згодом тут розташовувалася райсанепідемстанція, а наприкінці 1995р. – відкрили музей. 

## Експозиція музею
У музеї представлені такі тематичні експозиції: «Історія краю до ХХ століття», «Перша світова війна: УСС, УНР, ЗУНР, утворення політичних партій», «Радянська влада в Західній Україні, більшовицький терор 1939–1941 рр.», «Німецька окупація краю», «Створення УПА», «Боротьба УПА проти нацистського та більшовицького режимів». Також для огляду відвідувачам пропонуються: етнографічна світлиця, виставка «Славні краяни».

### Культурно-мистецький фонд імені Володимира Луціва
Окреме місце в експозиції музею займає культурно-мистецька спадщина одного з яскравих представників української діаспори (Англія), співака-бандуриста зі світовим ім'ям (виступав у США, Канаді, Австралії, Німеччині, Італії, Нідерландах, Бельгії, Австрії, Швеції та ін.), уродженця і почесного громадянина (з 1993 року) м. Надвірна — Володимира Луціва. Це досить об'ємне зібрання книг, (багато з яких свого часу видавалися лише за кордоном), записів української та світової музики, мистецьких творів Михайла Мороза, Якова Гніздовського, Опанаса Заливахи, Володимира Патика, Петра Мегика, Романа Сельського, Григорія Крука та ін., ряду цінних архівних документів тощо.
Свою спадщину, яка щороку поповнюється новими надбаннями, маестро перевіз з Лондона і подарував рідному місту у 2001 р. З подарованого утворено три зали, де розмістився Культурно-мистецький фонд ім. В. Луціва (утворений 2002 року). Діяльність Фонду спрямована на виявлення та фінансову підтримку у навчанні талановитих дітей Надвірнянщини, щоб у майбутньому вони поповнили еліту української нації.

## Діяльність музею
Музей активно співпрацює із закладами освіти краю, проводячи тематичні уроки, виховні години та інші культурно-просвітницькі заходи. Тут зібрано чимало спогадів очевидців та безпосередніх учасників визвольних змагань 40-50-х рр. XX століття, на основі яких створено книгу «Надвірнянщина: хресна дорога народного болю». Музей регулярно проводить тематичні виставки, присвячені важливим історичним та мистецьким подіям як краю зокрема, так і України загалом.

## Практична інформація
Музей розташований за адресою: Івано-Франківська область, місто Надвірна, майдан Т.Шевченка, 43:: 
Графік роботи музею:
Робочі дні: вівторок — неділя.
Вихідний: понеділок.
Години роботи: з 9:00 до 18:00.
Обід: з 13:00 до 14:00.
В суботу та неділю: з 9:00 до 15:00 (без обідньої перерви).
Музей увійшов до переліку об'єктів, перевірених на рівень доступності для людей з особливими потребами.